# تولانی اموتولا
تولانی اموتولا (انگلیسی: Tolani Omotola؛ زادهٔ ۱۶ آوریل ۱۹۹۸) بازیکن فوتبال اهل بریتانیا است.
از باشگاه‌هایی که در آن بازی کرده‌است می‌توان به باشگاه فوتبال بارسکو و باشگاه فوتبال ترانمره راورز اشاره کرد.